# Список православных священнослужителей, убитых в России с 1990 года
Список содержит имена православных священнослужителей, убитых в России в современное время — с 1990 года до настоящего времени. Используется хронологический порядок.
| #   | Имя | Дата, место убийства                                                             | Обстоятельства убийства |
| --- | --- | -------------------------------------------------------------------------------- | --- |
| 1.  | Протоиерей Александр Мень, настоятель Сретенской церкви в Новой Деревне (микрорайон Пушкино) | 9 сентября 1990, Семхоз, Московская область                                      | Рано утром по дороге в церковь получил удар тяжелым предметом сзади по голове. Дошёл до своего дома, рядом с которым умер от потери крови. Убийца не найден. |
| 2.  | Игумен Лазарь (Солнышко), секретарь митрополита Крутицкого и Коломенского Ювеналия | 26 декабря 1990, Москва                                                          | Убит при загадочных обстоятельствах. Убийство не раскрыто. |
| 3.  | Игумен Серафим (Шлыков), настоятель храма Рождества Богородицы в Путинках | 2 февраля 1991, Москва                                                           | Найден убитым в своей квартире. Предполагаемая цель убийства — ограбление. Убийство не раскрыто. |
| 4.  | Иеромонах Василий (Росляков), иноки Трофим (Татарников) и Ферапонт (Пушкарёв) | 18 апреля 1993, Оптина пустынь                                                   | Все трое убиты ударом кинжала ранним утром на Пасху. Убийца — Николай Аверин, судебно-медицинской экспертизой признан невменяемым с диагнозом шизофрения, направлен в спецлечебницу закрытого типа. |
| 5.  | Иеромонах Нестор (Савчук), настоятель храма Рождества Богородицы в селе Жарки | 31 декабря 1993, село Жарки (Ивановская область)                                 | Зверски убит в келье настоятельского дома. Найден лежащим лицом вниз в луже крови, распростёртый у распятия, тело полностью обескровлено. После убийства пропала пожертвованная на строительно-ремонтные работы в храме крупная сумма денег. Убийца пойман, признан не вполне вменяемым и приговорен к четырем годам лишения свободы.                                                                             |
| 6.  | Священник Андрей Шумов, настоятель Покровского храма в г. Хабаровске. | между 20 и 25 ноября 1995 года, Хабаровск                                        | Убит ножом в своей квартире в г. Хабаровске. Убийство не раскрыто. |
| 7.  | Священник Анатолий Чистоусов, настоятель Михаило Архангельского храма г. Грозного, благочинный православных церквей Чеченской республики                                                                | 14 февраля 1996, Чечня                                                           | Захвачен в чеченский плен, где ему приказали потребовать у российских солдат, державших оборону на грозненском вокзале, сдаться. Священник отказался, благословив солдат на оборону. Под пытками не отрёкся от веры. Расстрелян. |
| 8.  | Священник Мануил Бурнацев, настоятель храма Рождества Пресвятой Богородицы во Владикавказе (Северная Осетия)                                                                                            | 12 сентября 1997, Владикавказ                                                    | Убит вечером в подсобном помещении при храме. |
| 9.  | Священник Георгий Зяблицев, сотрудник Отдела внешних церковных связей | 22 или 23 сентября 1997, Москва                                                  | Убит по возвращении из-за границы в арендованной для него квартире после нескольких часов жестоких истязаний. |
| 10. | Протоиерей Александр Жарков, настоятель церкви Святой Елизаветы в Санкт-Петербурге (РПЦЗ) | 14 сентября 1997, Санкт-Петербург                                                | Был убит несколькими выстрелами в грудь и голову. Тело было найдено 14 сентября в окрестностях города Пушкина. Убийство не раскрыто. |
| 11. | Диакон Олег Спиридонов, клирик астраханского храма РПЦЗ в честь Державной иконы Божией Матери | 14 мая 1998, Астрахань                                                           | Убит в своей квартире. Сообщалось, что на теле и шее погибшего были следы от побоев, но милиция отказалась от проведения обстоятельного расследования убийства и формально не признала насильственный характер смерти. |
| 12. | Протоиерей Борис Пономарёв, настоятель храма Илии Пророка в деревне Ильинская Слобода | 16 июля 1999, деревня Ильинская Слобода, Можайский район (Московская область)    | Убит тремя рецидивистами, посещавшими храм и иногда бывавшими в гостях у священника. Убийство совершено с целью ограбления — похищения бывших в храме старинных икон. |
| 13. | Протоиерей Петр Сухоносов, настоятель церкви Покрова Пресвятой Богородицы в станице Орджоникидзевская (Ингушетия).                                                                                      | 1999, Чечня                                                                      | Похищен 28 марта 1999 года четырьмя бандитами, напавшими на церковь. Погиб в плену, тело не найдено. |
| 14. | Иеромонах Григорий (Яковлев), настоятель церкви Святой Троицы в поселке Тура Красноярского края | 21 марта 2000, Эвенкия                                                           | Убийца, 26-летний Руслан Любецкий, сообщил, что, убивая священника, действовал по указанию «бога Кришны». Голову жертвы убийца положил на престол алтаря. Любецкий был признан судом невменяемым и помещён в психиатрическую лечебницу на принудительное лечение. |
| 15. | Иеромонах Симеон (Аносов), настоятель храма Андрея Первозванного в Барнауле | 23 августа 2000, Барнаул                                                         | Убийца — бывший водитель иеромонаха Константин Шиленков, ранее неоднократно судимый. Находясь в состоянии наркотического опьянения, Шиленков, придя к отцу Симеону домой, стал требовать денег на дозу наркотиков. После отказа кухонным ножом нанес священнику несколько ударов, от которых тот скончался на месте. Уходя, Шиленков снял с убитого золотую цепь с нательным крестом и забрал из квартиры деньги. |
| 16. | Иеромонах Александр (Кулаков) (Макаровский Иоанно-Богословский монастырь) | 8 января 2001, село Сабаево (Мордовия)                                           | Убит скрывавшимся в монастыре дезертиром. |
| 17. | Священник Игорь Розин, настоятель храма Георгия Победоносца (Тырныауз) | 13 мая 2001, Тырныауз, Кабардино-Балкария                                        | Убит в храме вблизи алтаря 23-летним Ибрагимом Хапаевым, нанёсшим иерею три удара ножом. До убийства неоднократно получал угрозы расправы от местных жителей. |
| 18. | Игумен Иона (Ефимов), настоятель сельской церкви Тихвинской иконы Божией Матери | 14 октября 2002, село Тюрняево, Татарстан                                        | Убит в палисаднике собственного дома ударом тяжелым предметом в висок. Причина убийства — ограбление. |
| 19. | Иеромонах Нил (Савленков), настоятель Водлозерской Ильинской пустыни | 8 августа 2003, Карелия                                                          | Тело обнаружено спустя три месяца после пропажи. Убийца — 38-летний уроженец Тольятти Андрей Наседкин, ранее судимый. |
| 20. | Иеромонах Исаия (Яковлев) | 2 ноября 2003, село Раиф, Татарстан                                              | Убит ударом ножа в сердце на стоянке около Раифского монастыря. Убийца — находившийся в состоянии алкогольного опьянения ранее судимый 19-летний местный житель Дмитрий Новиков. Убийца приговорен к 12 годам колонии строгого режима. |
| 21. | Иеромонах Александр (Тыртышный) | 25 декабря 2003, село Колосовка, Омская область                                  | Убит ранее судимым 23-летним местным жителем Дмитрием Литвиновым с целью ограбления. Убийца приговорен к 16 годам в колонии строгого режима. |
| 22. | Архимандрит Герман (Хапугин), настоятель Вознесенской Давидовой пустыни, благочинный церквей Чеховского округа Московской епархии                                                                       | 26 июля 2005, Чеховский район, Московская область                                | Найден убитым в своей келье. У убитого были связаны руки; кроме того, у него были обнаружены черепно-мозговые травмы. Вещи в келье были разбросаны, а сейф, находившийся там же, вскрыт. Убийство не раскрыто. |
| 23. | Священник Владимир Ивусов, священник церкви архангела Михаила г. Новокузнецк. | 1 июля 2005, Тяжинский район, Кемеровская область                                | Убит во время ограбления в своем доме. |
| 24. | Священник Евгений (Адигамов), настоятель храма Николая Японского Чудотворца в пос. Мирный Олененского района Тверской области                                                                           | 5 июля 2005, Тверская область                                                    | Занимался строительством храма. Во время поисков денег на последние работы нашел жертвователей, на встречу с которыми отправился. Пропал, был найден спустя неделю повешенным в заброшенной квартире. |
| 25. | Священник Олег Ступичкин, настоятель храма Петра и Павла в пос. Нейво-Шайтанка | 7 января 2007, посёлок Нейво-Шайтанский, Алапаевский район, Свердловская область | Тело обнаружено в храме после пожара. Из храма были похищены более 20 икон. Преступление раскрыто по «горячим следам». |
| 26. | Игумен Авенир (Смолин), настоятель храма Вознесения Господня в г. Фурманов | 22 августа 2007, Фурманов, Ивановская область                                    | Священник был зверски убит, на теле обнаружено множество колотых ран. Отцу Авениру было 29 лет. |
| 27. | Иеромонах Ефрем (Гаценко) | 3 января 2009, деревня Волобуевка, Рыльский район, Курская область               | Избит ночью в скиту двумя молодыми людьми, которым отказался дать денег на алкоголь. Утром обнаружен мертвым. Преступники найдены. |
| 28. | Священник Даниил Сысоев, настоятель московского храма апостола Фомы на Кантемировской | 19 ноября 2009, Москва                                                           | Неоднократно получал угрозы от исламских фундаменталистов. Убит несколькими выстрелами из пистолета в храме апостола Фомы. Убийца неизвестен. |
| 29. | Священник Александр Филиппов, настоятель Вознесенской церкви | 22 декабря 2009, село Сатино-Русское, Подольский район, Московская область       | Возвращаясь домой после собрания духовенства, сделал замечание трём находившимся на лестничной клетке мужчинам, в состоянии алкогольного опьянения нарушающим общественный порядок. Когда священник стал открывать дверь в свою квартиру, один из стоявших убил его выстрелом в спину. |
| 30. | Протоиерей Анатолий Сорокин, протоиерей, благочинный V благочиния (Батыревский и Шемуршинский районы) Чебоксарской епархии, настоятель храма Святителя Николая в селе Янтиково, православный миссионер. | 24 апреля 2010, село Янтиково, Яльчикский район, Чувашия                         | Застрелен во дворе церкви из самодельного огнестрельного оружия. Убийца был задержан очевидцами преступления. |
| 31. | Иеромонах Вадим (Смирнов), настоятель храма Михаила Архангела в селе Артеменкино Вурнарского района | 5 мая 2010, Чебоксары                                                            | Тело с ножевыми ранениями было обнаружено в его доме. По подозрению в убийстве задержан 22-летний житель Новочебоксарска. |
| 32. | Игумен Виссарион (Глазистов) | 17 января 2011, село Кадышево, Ульяновская область                               | Избит до смерти взятым к себе в дом алкоголиком. Преступник был найден на месте преступления без сознания от спиртного. |
| 33. | Протоиерей Павел Адельгейм | 5 августа 2013, Псков                                                            | По сообщению СМИ зарезан «одержимым сатаной» |
| 34. | Игумен Макарий (Лошкарёв) | 5 августа 2013, Тюмень                                                           | Скончался в результате черепно-мозговой травмы, после избиения неизвестными на улице |
| 35. | Протоиерей Николай Меденцев, настоятель Свято-Покровского храма города Белореченска (Краснодарский край)                                                                                                | 19 октября 2013, Белореченск                                                     | Убит во время разбойного нападения на его дом |
| 36. | Протоиерей Анатолий Мешков | 3 января 2015, Нижний Новгород                                                   | Убийство с целью ограбления |
| 37. | Игумен Даниил (Соколов), настоятель Свято-Троицкого Данилова монастыря в Переславле-Залесском | 7 июля 2016, Переславль-Залесский                                                | Убит в своей келье, вероятнее всего с целью ограбления |
| 38. | Протоиерей Николай Котельников, настоятель Церкви Покрова Святой Богородицы в Дербенте | 23 июня 2024, Дербент                                                            | Убит во время нападения ваххабитов. |